# Entoloma nigroviolaceum
Entoloma nigroviolaceum är en svampart som först beskrevs av Peter D. Orton, och fick sitt nu gällande namn av Lexemuel Ray Hesler 1967. Entoloma nigroviolaceum ingår i släktet Entoloma och familjen Entolomataceae.  Arten är reproducerande i Sverige. Inga underarter finns listade i Catalogue of Life.